# Плюс один (Цілком таємно)
Плюс один (англ. Plus One) — 3-й епізод одинадцятого сезону серіалу «Цілком таємно». Прем'єра в мережі «Фокс» відбулася 17 січня 2018 року. Під час початкового ефіру в США його переглянули 3.95 мільйона глядачів.

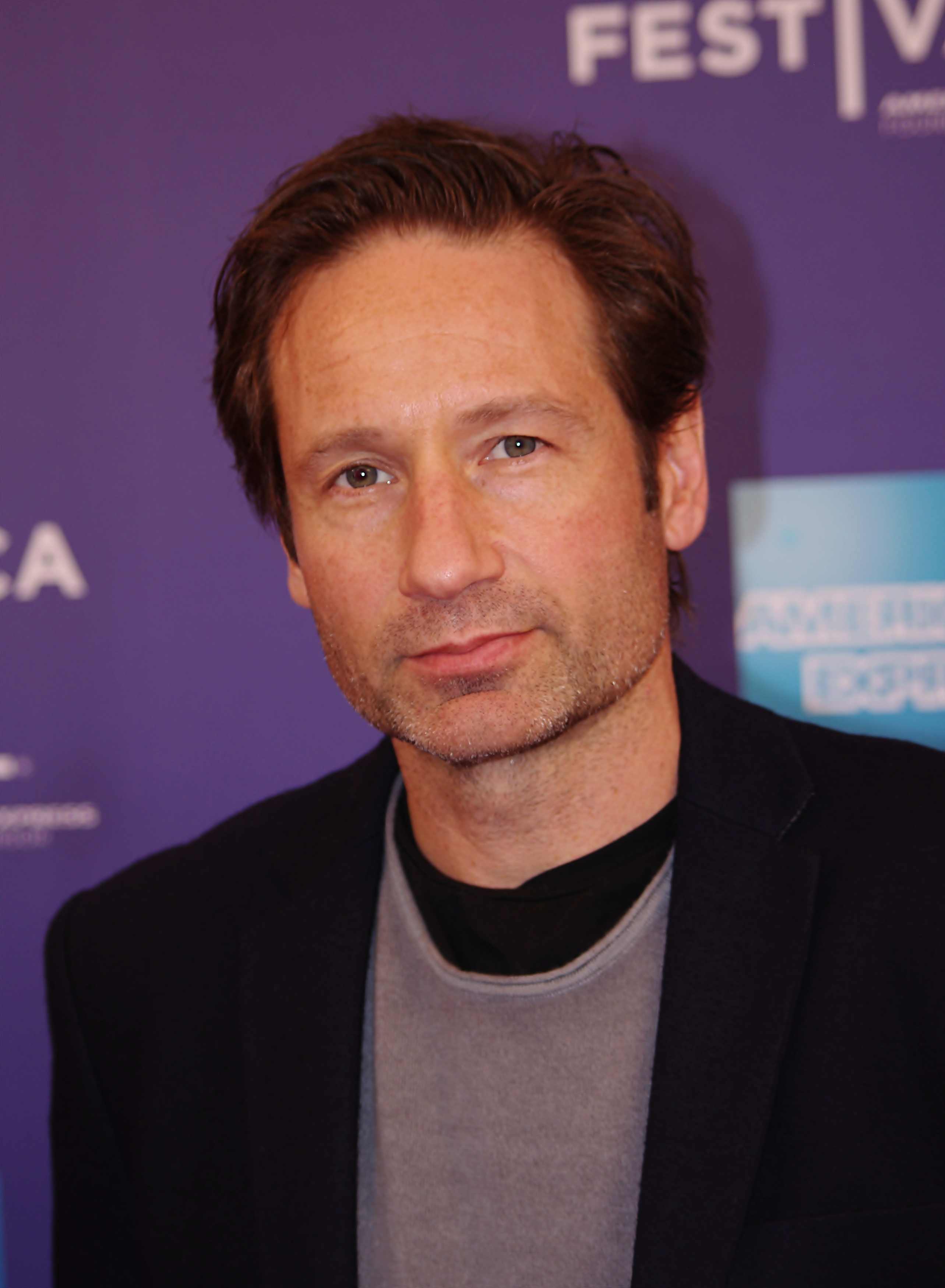

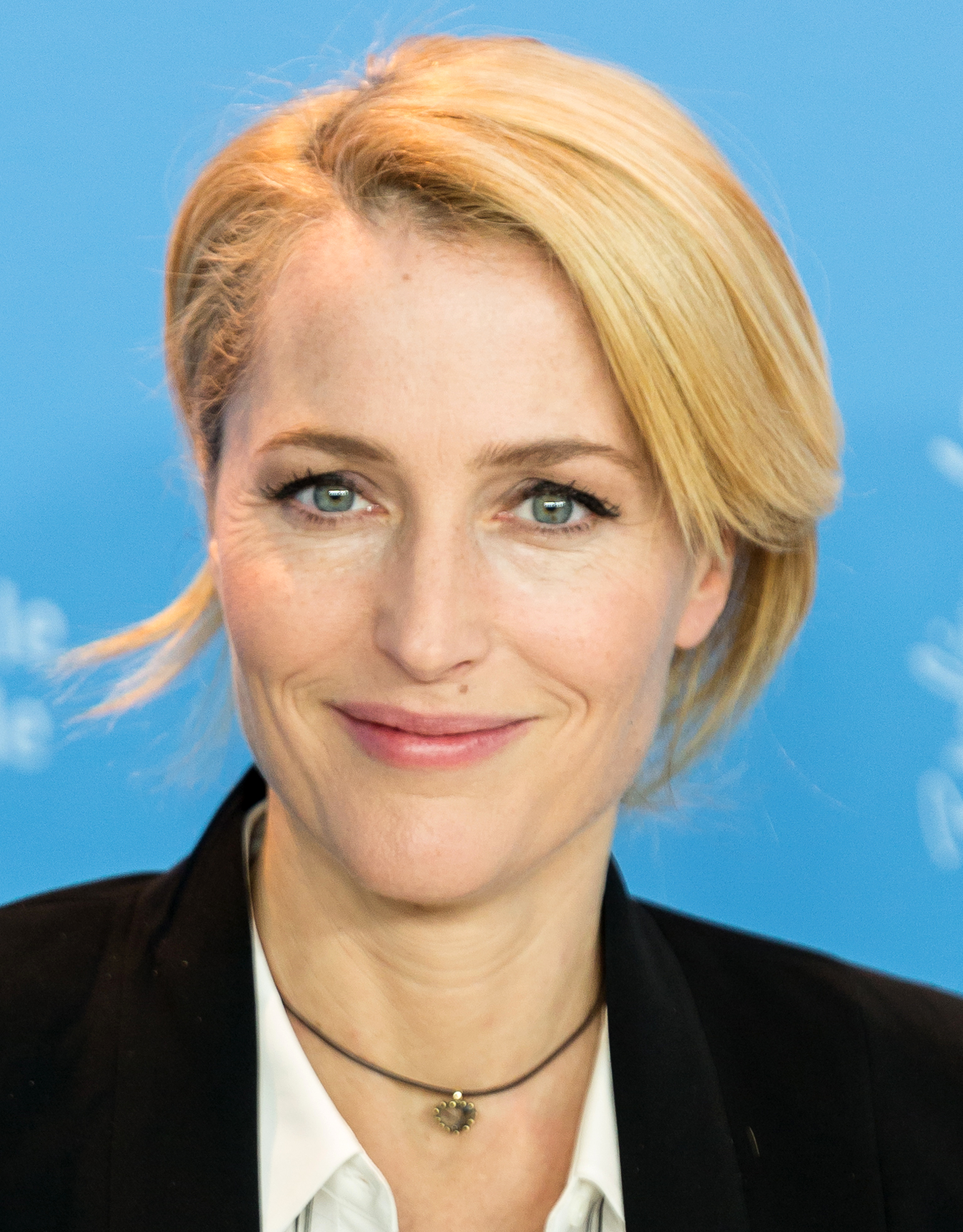

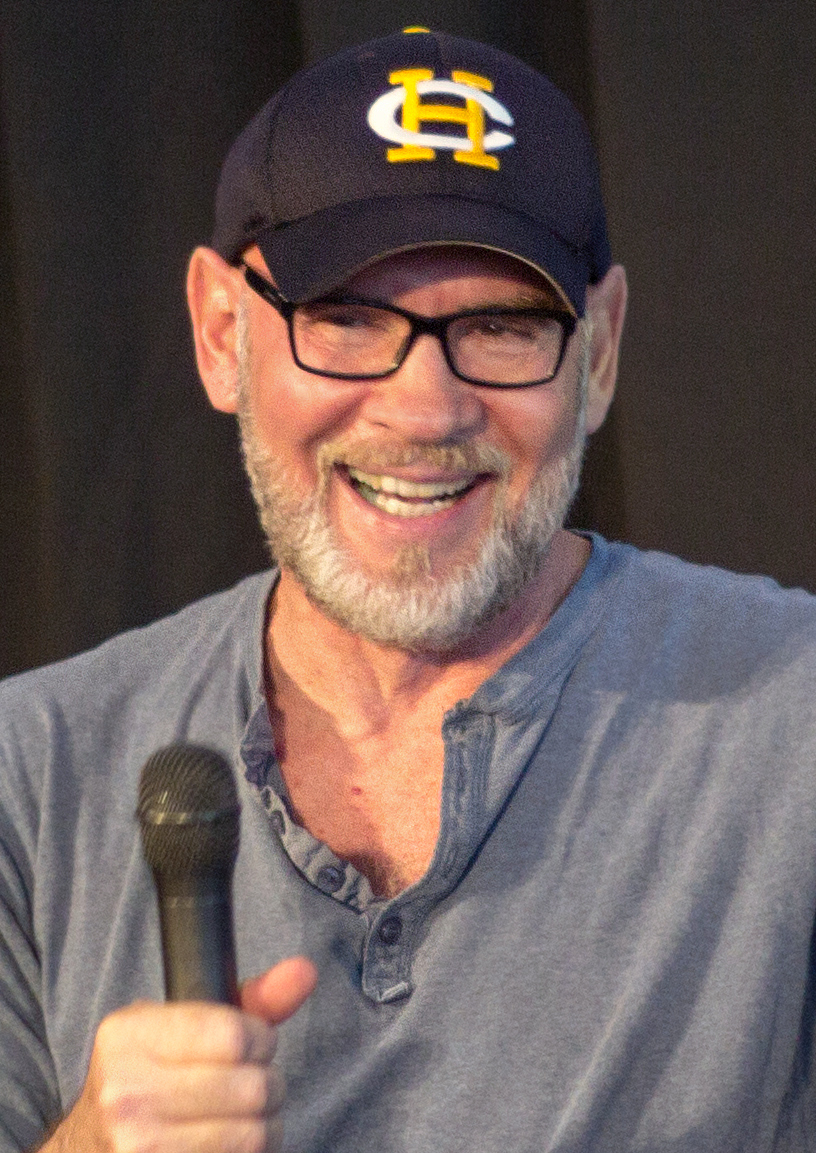

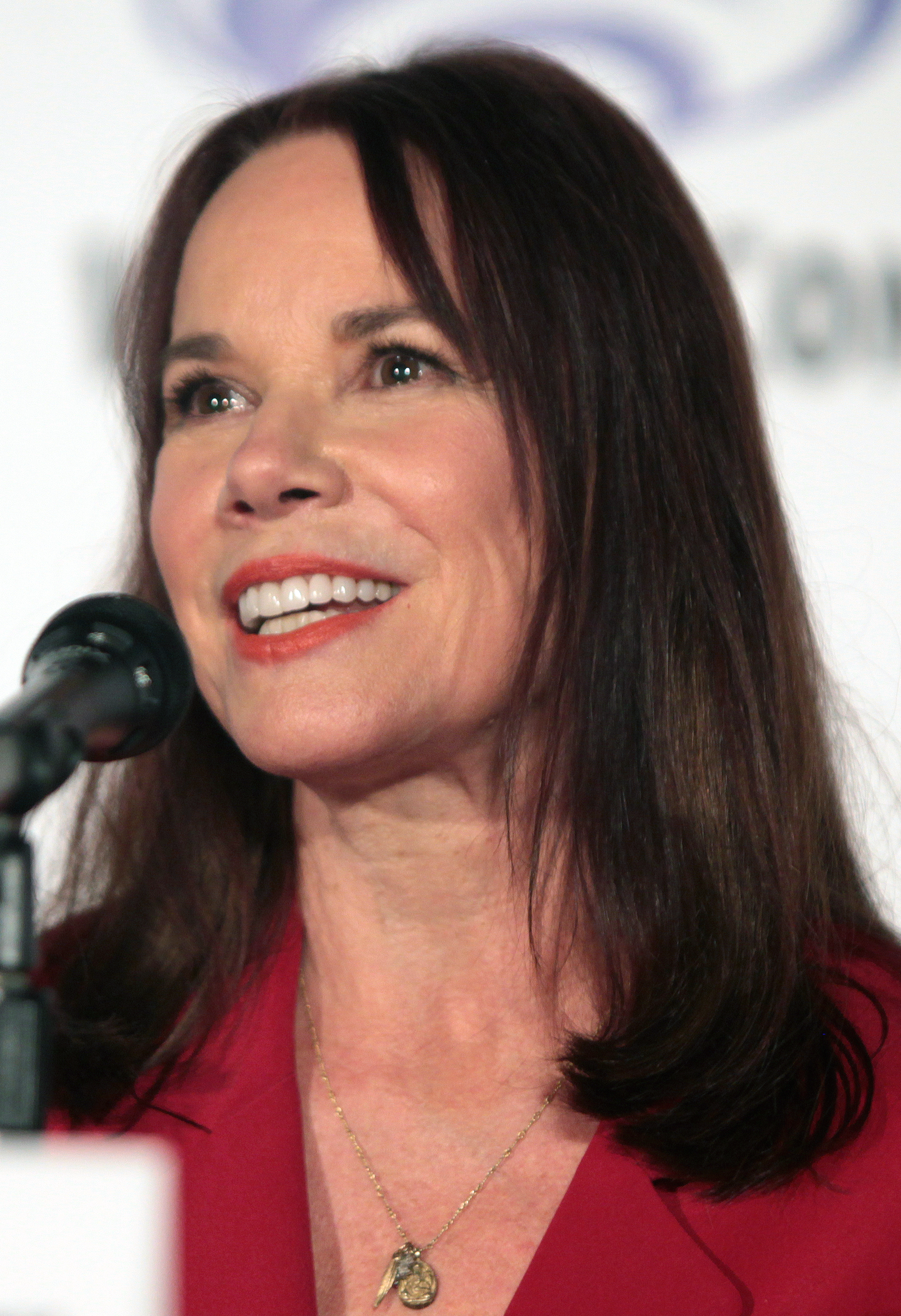

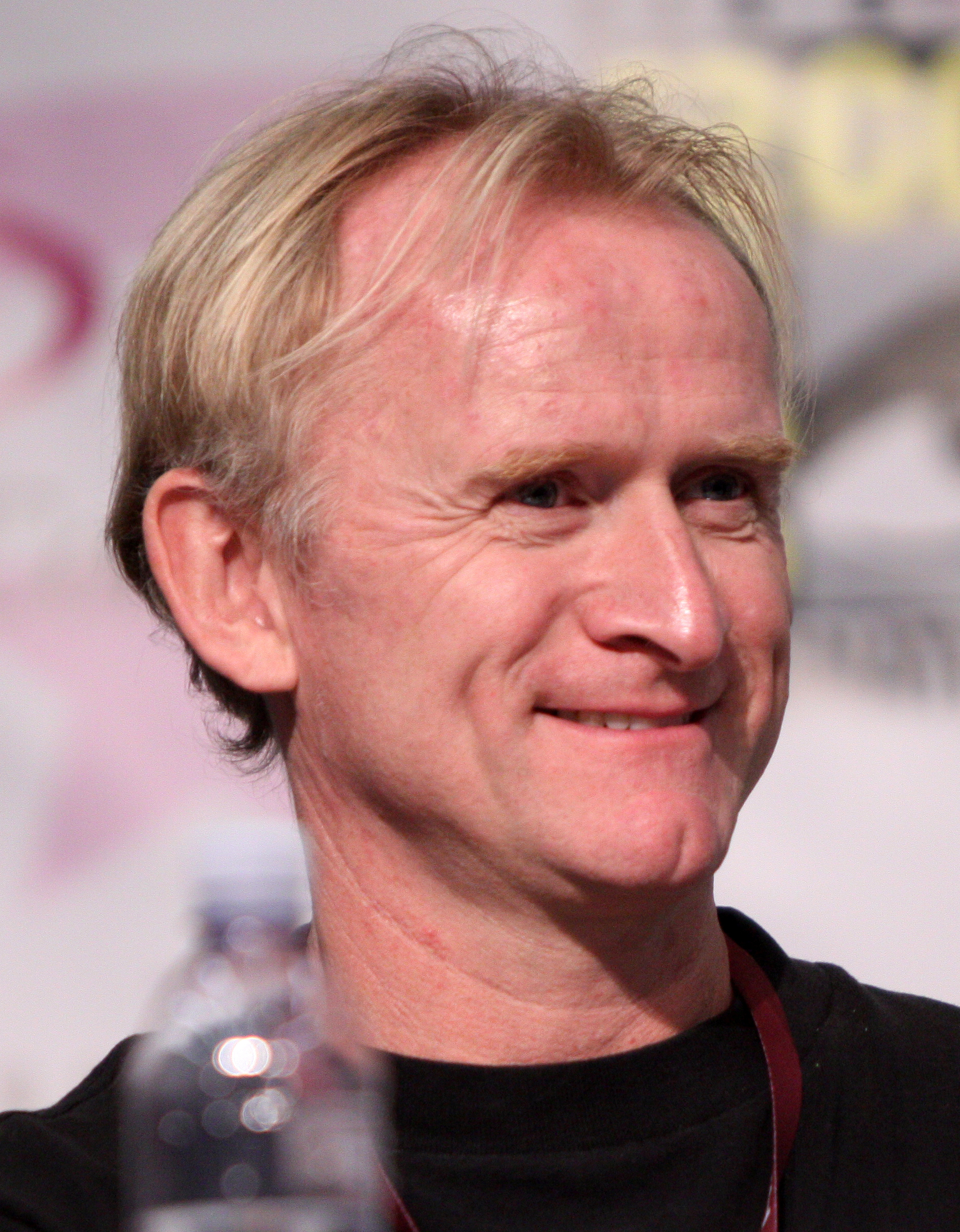

Розслідуючи декілька смертей, в яких жертви постраждали від допплегандерів, Малдер та Скаллі виходять на близнюків, хворих на шизофренію, які використовують імена людей у своїй смертельній грі.

## Зміст
Істина за межами досяжного
На молодіжному заході сільської громади у Вірджинії Аркі Сіверс, під впливом випитого здається, бачить самого себе позаду натовпу. Наляканий, він їде з місця події — за ним слідує поліцейське авто. Раптом з'являється в кабіні його двійник, хапає кермо і врізає автівку Сіверса в дерево.
Фокс Малдер пов'язує справу Сіверса з кількома людьми, які намагалися вбити себе після того, як стверджували, що бачили когось, хто був схожий на них. Дейна Скаллі вважає, що Аркі бреше, але Малдер більш схильний вірити. Агенти зустрічаються з ледь живим Сіверсом і обговорюють його переживання. Фокс і Скаллі зустрічають пацієнтку психіатричної лікарні Джуді Паундстоун, у якої дисоціативний розлад ідентичності. Її кімната наповнена малюнками гри в шибеницю, у яку, як вона стверджує, грає зі своїм братом Чакі, який живе на іншому кінці міста.
Після того, як його помістили в камеру, двійник Аркі з'являється в камері з ним, імовірно вбиваючи його. Малдер і Скаллі поселяються в мотель, щоб спати в ньому тієї ночі. Фокс приходить до Дейни серед ночі, щоб розповісти про смерть Аркі. Скаллі стверджує, що це самогубство, тоді як адвокат Малдера та Сіверса, Дін Кавальєр, у це не вірять. Малдер знаходить дратівливого Чакі Паундстоуна, який живе сам, а його стіни також вкриті іграми «шибениця». Тим часом Скаллі зустрічається з «Демоном Джуді», злим альтер-его, яке, здається, кидає шоколадний пудинг у двері камери. Медсестра розповідає Скаллі, що обоє батьків Паундстоунів повісилися. Скаллі намагається отримати від Джуді більше інформації, але її мучить цей новий ворог, що знущаюється над тим, що вона нібито вже недостатньо молода, щоби народжувати дітей.
Чакі та Джуді знову починають грати в шибеницю, цього разу націлившись на Кавальє. Спочатку Дін бачить свого двійника і йде розповісти про це Скаллі та Малдеру. Агенти кажуть йому зберігати спокій і ховати всі небезпечні речі. Дін наважується повернутися додому і скидає на підлогу багато обладнання. Він розуміє, що кімната наповнена мечами. Дін випадково порізався одним із лез. Перш ніж він встигає зарадити своїй рані, він знову бачить свого двійника. Агенти прибувають і знаходять Кавальє з відрізаною головою.
Повернувшись у мотель, Скаллі погано спить, думаючи, що Джуді має рацію щодо її похилого віку, і шукає розради у Малдера, який стає фізично романтичним. На них дивиться двіййник Скаллі. Після їхньої близькості Малдер бачить свого двійника у ванній і лякається. Малдер поспішає допитати Чакі, а Скаллі зупиняє Джуді. По дорозі до лікарні Скаллі бачить свого двійника на задньому сидінні автомобіля, але зберігає спокій, називаючи цю фігуру породженням її уяви. Виявляється, близнюки воюють один з одним, не в змозі домовитися, якого агента повісити. Перш ніж агенти можуть перервати їхню гру, брати і сестри обидва «підвішують» один одного. На стіні Чакі Малдер знаходить дві гри в ката: «Мама» і «Тато».
Можливо він намагався. От тільки голову загубив.

## Зйомки
Зйомки сезону розпочалися в серпні 2017 року у Ванкувері, де знімався попередній сезон разом із оригінальними п'ятьма сезонами серіалу. Епізод був знятий Кевіном Гуксом — що стало його режисерським дебютом у «Секретних матеріалах». В одному з інтерв'ю Гукс прокоментував те, що не став режисером оригінального серіалу: «Мені здається, що я пропустив щось дуже важливе, і коли це повернулося, був дуже схвильований цим». Він продовжив, сказавши: «Кріс (Картер) зв'язався зі мною і запитав, чи хочу я взяти участь у шоу. Я думав, що творець шоу не кожен день дзвонить тобі по телефону і пропонує бути частиною цього».
В епізоді присутні головні актори Девід Духовни та Джилліан Андерсон. У епізоді Карін Коновал зіграла мадам Зелму в «Останньому спочинку Клайда Брукмана» та місіс Пікок у «Дім» в оригінальному серіалі, яка з'явилася в подвійній ролі брата та сестри Джуді та Чакі Паундстоун.

## Показ і відгуки
«Плюс один» отримав загалом позитивні відгуки критиків. На «Rotten Tomatoes» його схвалення становить 100 % із середнім рейтингом 7,27 із 10 на основі 8 відгуків.
Під час початкової трансляції в США 17 січня 2018 року його переглянули 3,95 мільйона глядачів, що було такою ж кількістю глядачів, як і у попереднього епізоду.
Станом на вересень 2022 року на сайті «IMDb» серія отримала 7.8 бала підтримки з можливих 10 при 3141 голосі користувачів. Оглядач Мет Фаулер для «IGN» писав так: «„Плюс один“ був здебільшого самодостатньою історією, яка сумирно поверталася до глав минулого „Секретних матеріалів“, але під усім цим був стрімкий потік, котрий сумніви та невпевненість наших героїв щодо майбутніх часів. Це було приємне поєднання моторошної старої справи та нової перспективи».
В огляді «IndieWire» зазначено так: " «З точки зору оповіді, цей матеріал справи був переповнений незграбними діалогами, поганим викладом і просто повною відсутністю сенсу, увінчаного справді антикліматичною кульмінацією, яку було вирішено занадто легко. Тож, на жаль, неможливо оцінити цей епізод на високу оцінку. Проте виконана робота над персонажами принаймні дає нам надію на майбутні епізоди, оскільки, здається, розвиток вказує на те, що Картер і сценаристи думають про Малдера й Скаллі не просто як про аватарів розкриття злочинів. А як про людей із десятиліттями історії між ними. Ми говорили про це багато разів — Малдер і Скаллі — це „Секретні матеріали“ — і спостерігати за ними, об'єднаними в боротьбі за пошук правди, — це те, що залишало їхню подорож переконливою весь цей час.». Den of Geek «що зрештою робить цей епізод переможним: він просто про Малдера та Скаллі та світлі та темні аспекти їхньої особистості. За ці роки персонажі так сильно розвинулися, що приємно бачити їх у більш зрілій формі, як фізично, так і емоційно. Таємниця була випадковою, а її невідповідності були знайомо несуттєвими; що дійсно має значення, так це те, як Малдер і Скаллі відреагували на випадок і як вони вийшли з іншого боку, навчившись чогось разом із аудиторією.»

## Знімалися
| Актор             | Роль                   |
| ----------------- | ---------------------- |
| Девід Духовни     | Фокс Малдер            |
| Джилліан Андерсон | Дейна Скаллі           |
| Карін Коновал     | молода Джуді Пондстоун |
| Деніз Доус        | Бабсі Рассел           |